# Glauk Konjufca
Glauk Konjufca (ur. 25 lipca 1981 w Prisztinie) – kosowski polityk z partii Samookreślenie, redaktor naczelny partyjnego tygodnika Vetëvendosje, pełniący obowiązki prezydenta Kosowa w 2021 roku, minister spraw zagranicznych w 2020 roku, przewodniczący Zgromadzenia Kosowa w latach 2019–2020 i ponownie od 2021 roku.

## Życiorys
Ukończył studia filozoficzne na Uniwersytecie w Prisztinie.
W latach 2011–2014 był wiceprzewodniczącym Zgromadzenia Kosowa, któremu następnie przewodził od 26 grudnia 2019 do 3 lutego 2020. Gdy partia Samookreślenie nawiązała koalicję z Demokratyczną Ligą Kosowa, Konjufca zrzekł się tej funkcji, ustępując Vjosie Osmani.
Od 3 lutego do 3 czerwca 2020 piastował funkcję ministra spraw zagranicznych Kosowa; na początku pełnienia tej funkcji spotkał się z albańskim ministrem spraw zagranicznych Gentem Cakajem w celu pogłębienia współpracy albańsko-kosowskiej.
22 marca 2021 ponownie został przewodniczącym Zgromadzenia Kosowa; wniosek o powrót Konjufcy na tę funkcję złożył poseł Adnan Rrustemi, 69 posłów było za, 33 przeciw, nikt się nie wstrzymał od głosowania. Posłowie, którzy głosowali przeciwko, byli reprezentantami Demokratycznej Partii Kosowa, Demokratycznej Ligi Kosowa oraz Serbskiej Listy. Również od tego dnia do 4 kwietnia był pełniącym obowiązki prezydenta Kosowa.

## Kontrowersje
Według rosyjskiej agencji informacyjnej RIA Nowosti, Konjufca w 2016 roku, jako przewodniczący reprezentacji partii Samookreślenie w kosowskim parlamencie, podczas dyskusji nad granicą Kosowa z Czarnogórą wielokrotnie zakłócał obrady, rozpylając gaz łzawiący.

## Książki
- Huti i minervës fluturon në muzg G.W.F. Hegel[3][4]

## Życie prywatne
Jest żonaty i ma dwoje dzieci.